# Église de la Compagnie de Cuzco
L’église de la Compagnie (en espagnol : Iglesia de la Compañía de Jesús) est un édifice religieux catholique construit par les Jésuites au centre de la ville de Cuzco, ancienne capitale de l’Empire inca, au Pérou. Sise sur la place d’armes, l’église fut édifiée à partir de 1576 sur le site d’un palais Inca. Exemple de baroque colonial espagnol, elle eut une grande influence sur l’architecture religieuse dans les pays andins. Gravement endommagée par un tremblement de terre en 1650, elle fut reconstruite et achevée en 1668.  

## Histoire
La construction de la première église commença en 1576 sur le terrain de l’ancien palais de l’Inca Huayna Capac qui était un des plus grands palais bordant la place principale de Cuzco (alors appelée Qosqo), capitale de l’Empire inca.  Les jardins du palais furent donnés à Hernando Pizarro. Des années plus tard, la propriété fut achetée par Diego de Silva y Guzman et son épouse Teresa Orgoez, qui en ont fait don aux Jésuites arrivés dans la ville en 1571.   

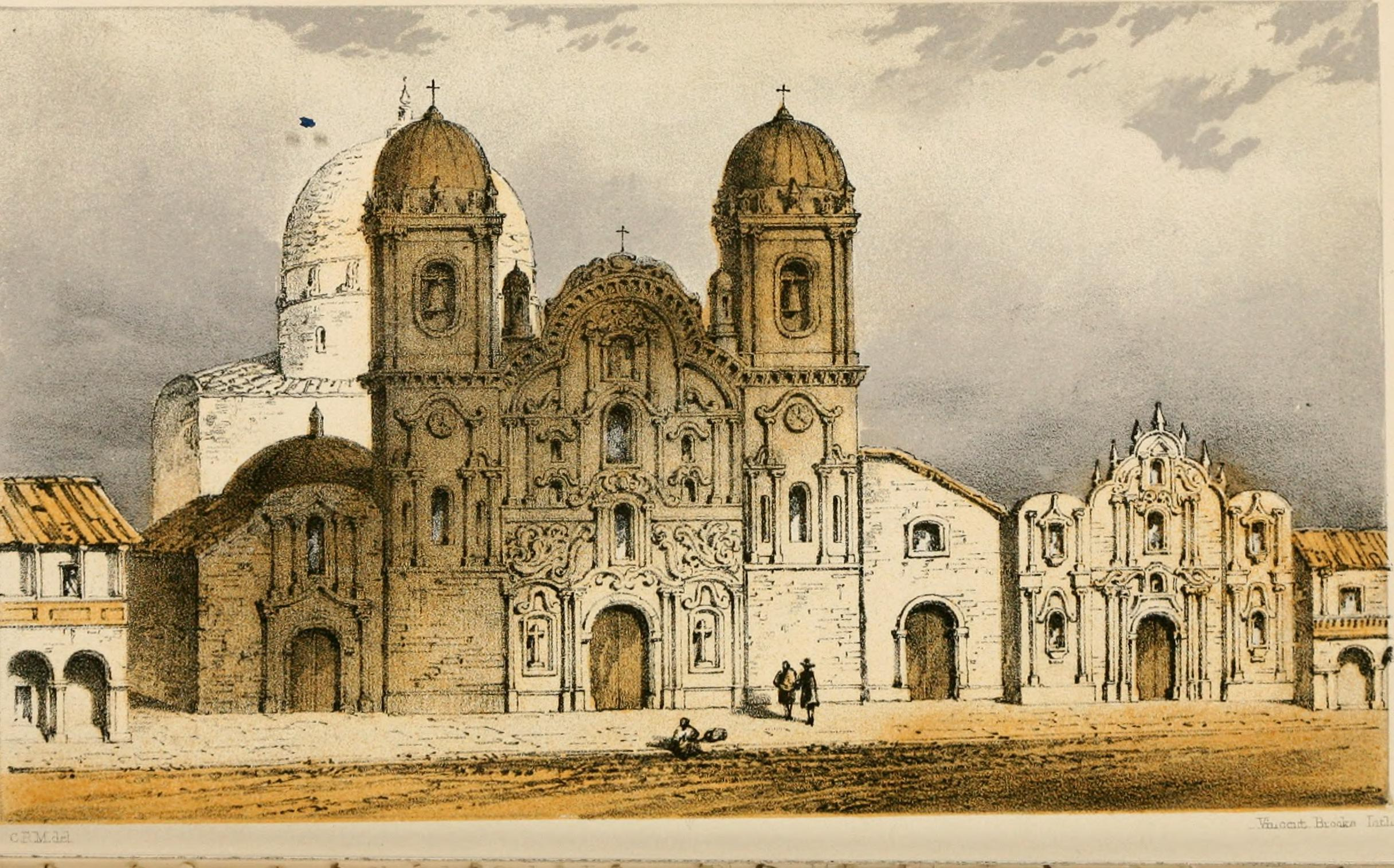
L'église de la Compagnie (gravure de 1856)

L'église fut fortement endommagée lors du tremblement de terre de 1650. Cela permit, dès l’année suivante, d’envisager la mise en chantier d’un projet plus ambitieux. Les travaux allèrent bon train et le nouvel édifice fut inauguré dès 1668. L’architecte en est probablement le jésuite flamand Jean-Baptiste Gilles (au nom hispanisé en Juan Bautista Egidiano). Les travaux de façade furent dirigés par Diego Martinez de Oviedo.

## Description
La façade au dessus du portail d’entrée est de type ‘autel’, dessinée comme un retable de pierre s’élevant à hauteur de deux étages des tours-clochers, et les reliant.  Les tours, de hauteur moyenne sont en pierre soigneusement travaillée, à partir du premier étage. La partie inférieure est libre de toute décoration, tandis que les parties supérieures ont des « balcons » avec des rebords en saillie. Le deuxième étage des tours sont les deux clochers, des hublots laissant les cloches visibles de l’extérieur. Les tours-clochers sont de plan carré et l’église de croix latine avec un dôme octogonal surplombant la croisée du transept.

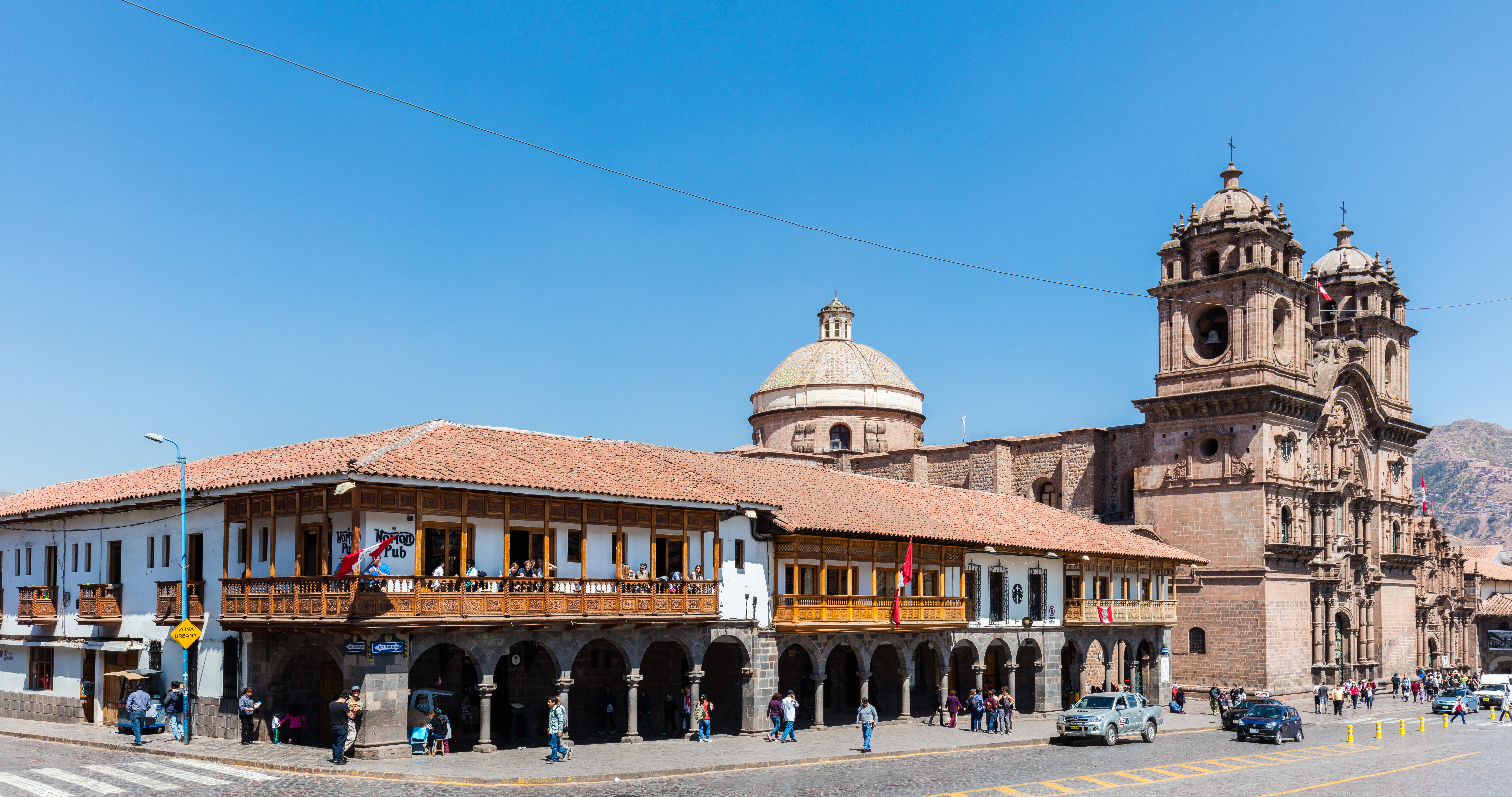
La 'Place d'Armes' (côté sud) avec l'église de la Compagnie

## Patrimoine
- Une peinture représentant la ‘Transfiguration du Christ' surplombe l’autel principal. Elle est l’œuvre du peintre jésuite Diego de la Puente. Le collège jésuite adjacent était dédié à la Transfiguration.
- L’œuvre d’art principale que l’on trouve dans l’église est une représentation du Mariage de Martin Garcia Oñaz de Loyola (neveu d’Ignace de Loyola) avec Béatrice Qoya’ (fille de Sayri Tupac et petite nièce du roi inca Tupac Amaru). L’auteur de la toile n’est pas connu. L’œuvre est considérée comme emblématique de l’école artistique de Cuzco, alliant art baroque espagnol et tradition locale.
- D’autres œuvres d’art de Marcos Zapata, un maître de la peinture baroque espagnole, de Cipriano Gutiérrez et d'autres.
- De part et d’autre de l’entrée du sanctuaire : des toiles représentant des scènes de la vie de saint Ignace de Loyola :le saint guérissant des malades et victorieux des hérétiques et schismatiques de la Réforme.